# U9 (линия Берлинского метрополитена)
U9 — линия Берлинского метрополитена. Включает 18 станций, имеет протяжённость 12,5 км, проходит с севера на юг от Ослоер штрассе до Штеглица.
Имеет так называемый «широкий профиль» колеи.
После разделения Берлина в 1948 году жители Западного Берлина стали использовать преимущественно маршруты наземного транспорта (автобусов и трамваев), которые не проходили через Восточный Берлин. Жителям густонаселённых районов Штеглиц, Веддинг и Райниккендорф требовался удобный транспортный доступ к новому центру города — к югу от Зоопарка. Эти обстоятельства способствовали строительству новой линии метрополитена. Кроме неё с севера на юг были построены линии C (современная линия U6) и D (современная линия U8).